# Volker Finke
Volker Finke, född 24 mars 1948 i Nienburg, Brittiska ockupationszonen, är en tysk fotbollstränare och före detta spelare.
Han har under sin karriär varit tränare för TSV Stelingen, TSV Havelse, SC Norderstedt, SC Freiburg och japanska Urawa Red Diamonds. Han har varit sportchef samt tillfällig tränare för 1. FC Köln. Han var tränare för Freiburg i 16 år, mellan åren 1991 och 2007.